# Claxon

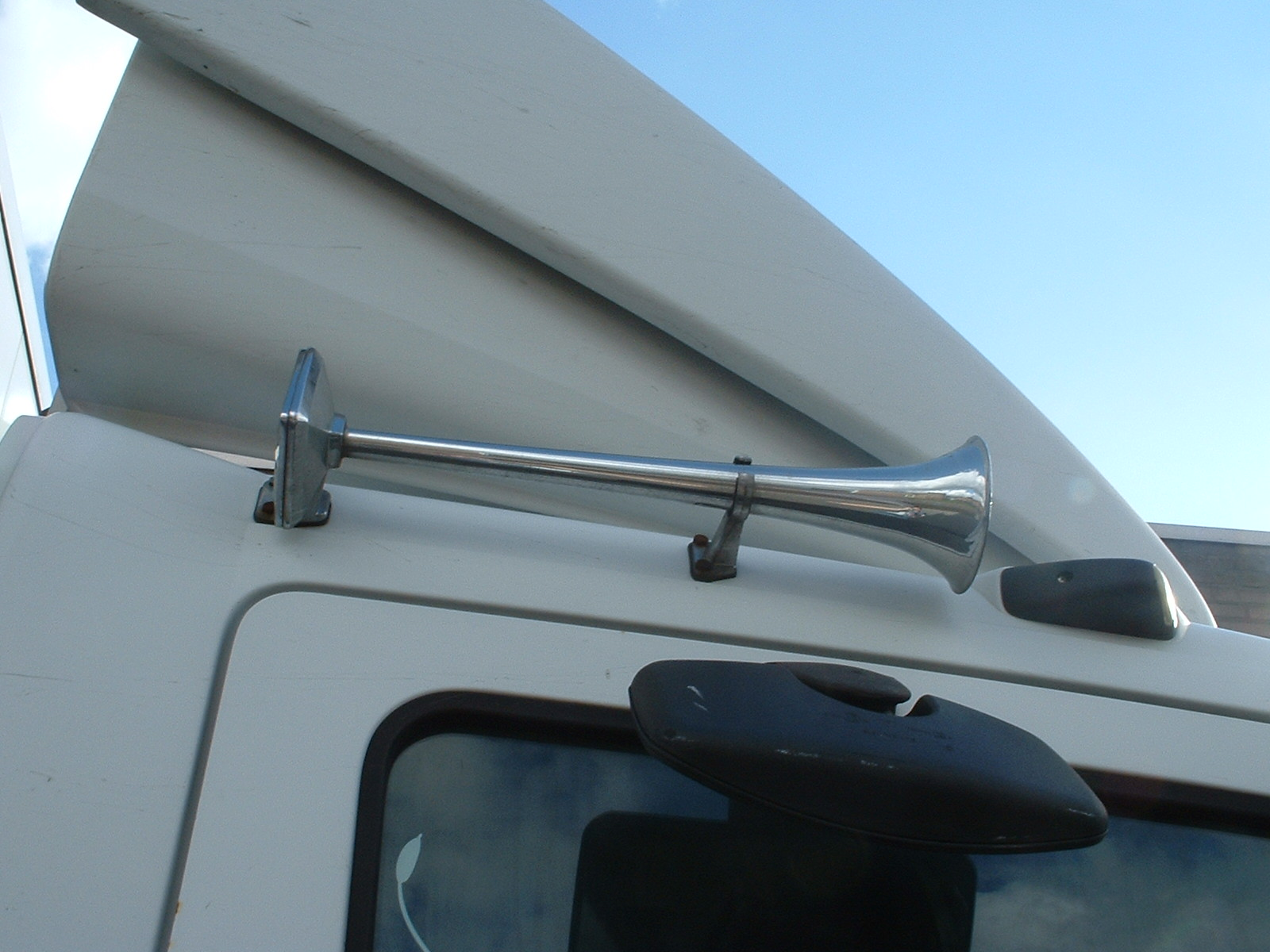
Claxon op een vrachtauto

Een claxon of toeter is een apparaat, veelal gebruikt op auto's en andere voertuigen, dat door de bestuurder gebruikt kan worden om aan de omgeving een geluidssignaal af te geven. Bij treinen wordt de toeter tyfoon genoemd.

## Gebruik in Nederland
In Nederland regelt artikel 28 van het RVV 1990 het gebruik van de claxon in auto's: Bestuurders mogen slechts geluidssignalen en knippersignalen geven ter afwending van dreigend gevaar. Gebruik om alle andere redenen zoals om de aandacht te trekken van iemand, die de doorgang verspert of bij wijze van communicatie: een begroeting of als emotionele uiting is strafbaar (feitcode R419: auto's en motoren € 180, brommers € 120). De claxon produceert vaak een monotoon geluid, maar er zijn ook meertonige in gebruik. In Nederland zijn meertonige claxons op personenauto's overigens verboden. De bediening van de claxon zit meestal midden op het stuur. Deze is te herkennen aan het hoornsymbool.

## Etymologie
De eerste claxons werden gebruikt in de Verenigde Staten, waar men vanaf 1908 elektrische hoorns in auto's monteerde waarmee andere weggebruikers konden worden gewaarschuwd. Korte tijd later werd de claxon ook in Europa geïntroduceerd. In de Verenigde Staten werd de hoorn aangeduid als 'Klaxon', een door Lovell-McConnell Manufacturing Co. geregistreerde merknaam. Lovell leidde de naam Klaxon af van het Griekse werkwoord klazō (Κλαζω bet. schreeuwen). De afwijkende Nederlandse schrijfwijze 'claxon' is wellicht ontstaan onder invloed van het Frans, door een samenstelling van de klanknabootsing clac en het woord son (geluid).